# 龙拳小子
龙拳小子是中華人民共和國一部少年功夫喜劇電影，2015年底開機，於2016年8月上映。該電影由陶声、王玮联合执导，刘芮麟、林秋楠、童菲、吴永伦、余薇薇、郝怡霖，刘哮波以及梁超联合主演，爱迪影业、盛通影业、樱果无限、咪咕互娱、咪咕动漫、咪咕音乐、衡旅集团、联盛传媒、武汉星皓、一响天开文化传媒联合出品，出品人、总监制為宋光成。电影讲述的是从小在美国长大的林秋楠（自己飾演自己）回到中国後和舅舅袁来（刘芮麟 饰）共同生活的故事，後來林秋楠又卷入一桩国际罪案。等於胡伯祥